# Programme sectoriel forêts et environnement
Le Programme sectoriel forêts et environnement, en abrégé PSFE est un programme de développement sectoriel établi par le Gouvernement camerounais.

## Objectifs

### Objectif global
La conservation, la gestion et l’exploitation durables des ressources forestières et fauniques répondent aux besoins locaux, nationaux, régionaux et mondiaux des générations présentes et futures.

### Objectif de développement
Une amélioration soutenue des conditions de vie des populations riveraines à travers la gestion durable des écosystèmes forestiers est assurée.

### Objectif du programme
Les parties prenantes gèrent durablement les ressources forestières et fauniques de façon à pérenniser les fonctions économiques, écologiques et sociales de l’ensemble des écosystèmes forestiers du Cameroun. 

## Axes d'intervention
Composante 1 : Aménagement des forêts du DFP.
Composante 2 : Mise en place de l'Observatoire des Forêts, de la Faune et des Produits Forestiers.
Composante 3 : Suivi du couvert forestier par imagerie satellitaire en lien avec le processus REDD+.

## Activités
- L'encadrement des communes bénéficiaires des appuis du projet pour la réalisation des inventaires d'aménagement, études socio-économiques, études d'Impact Environnemental et élaboration des plans d'aménagement des forêts communales, y compris les réserves forestières concédées, le renforcement des capacités des petits exploitants et responsables communaux en matière d'aménagement forestier, la mise en place et la formation des Comités de gestion et des CPF autour des Forêts communales bénéficiaires des appuis du projet[2].
- L'organisation des sessions de formation théoriques et pratiques en aménagement forestier à l'attention des petits exploitants et des responsables communaux[2].
- La mise en place et la formation des comités de gestion des revenus forestiers et des comités paysans-forêt autour des forêts communales[2].

## Partenaires
- KfW[3]